# Giovanni di Lorenzo Larciani

Uno dei paesaggi Kress, 1510-1515 circa

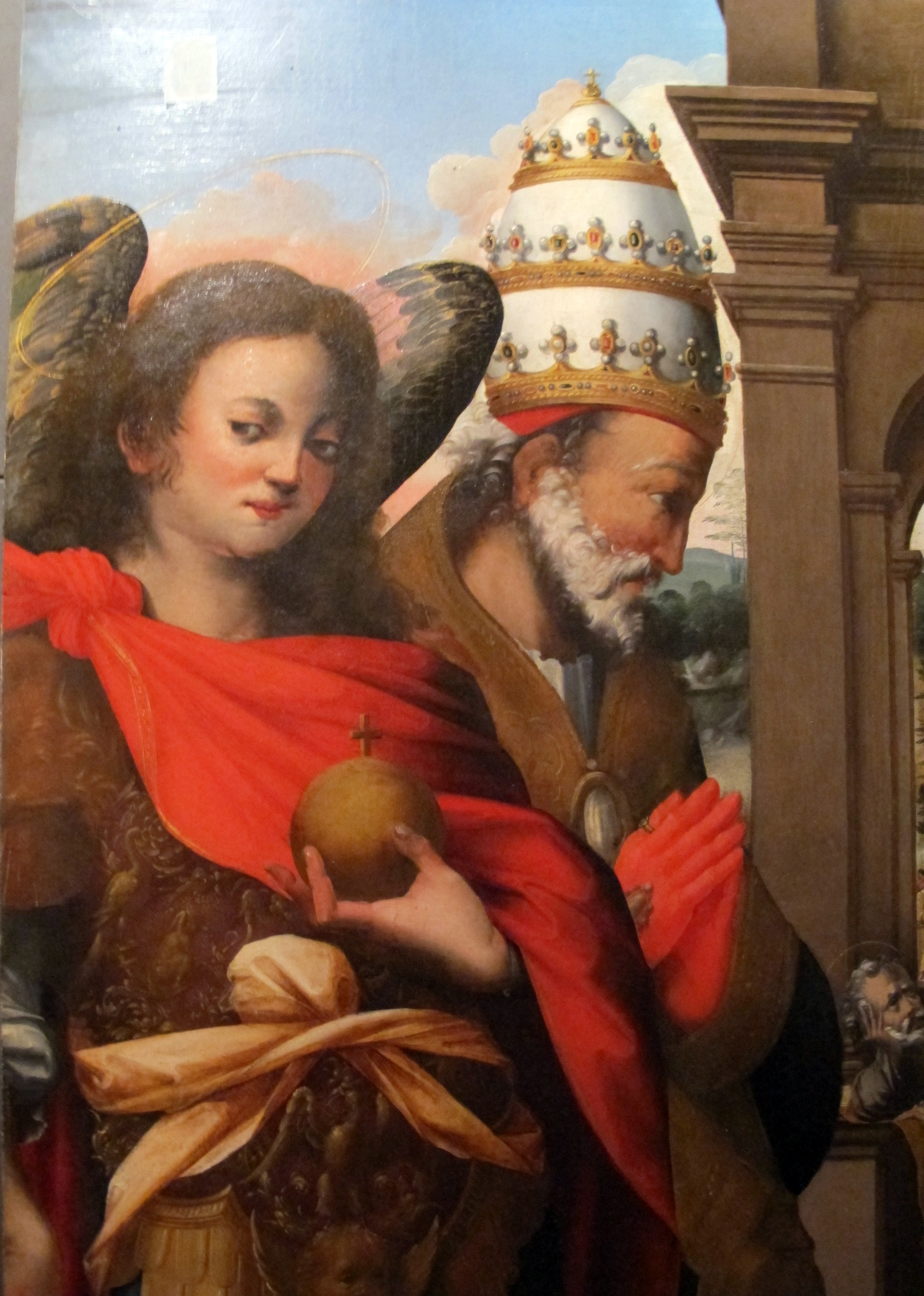
Natività e santi (dettaglio) al Museo di Fucecchio

Giovanni di Lorenzo Larciani, noto anche come Maestro dei paesaggi Kress (1484 – 1527), è stato un pittore italiano, attivo in area fiorentina nella prima metà del Cinquecento.

## Biografia
Studiato da Federico Zeri, gli è riferito un corpus di opere, il cui eponimo derivava da alcune tele alla National Gallery di Washington, dalla collezione Kress appunto. Tra le opere assegnategli è presente una Sacra famiglia e quattro santi nel Museo di Fucecchio, per la quale si è sciolto il nome dell'autore fino ad allora anonimo, grazie a Louis Alexander Waldman che reperì un documento col nome di Giovanni di Lorenzo Larciani. A giudicare dal cognome, l'artista o la sua famiglia potevano essere originari del vicino borgo di Larciano.
Al maestro dei paesaggi Kress sono riferite opere già assegnate al giovane Rosso Fiorentino (come la Madonna col Bambino della Galleria Borghese, 1510-1515, o quella del Museo statale d'arte medievale e moderna di Arezzo, 1510-1520 circa). Inoltre gli è attribuito il paesaggio nella tavola di Giuseppe condotto in carcere di Francesco Granacci, per la camera nuziale Borgherini.